# Distretto di Kiraŭsk
Il distretto di Kiraŭsk (in bielorusso Кіраўскі раён?) è un distretto (raën) della Bielorussia appartenente alla regione di Mahilëŭ.